# تاماس سيكيريس
تاماس سيكيريس (بالمجرية: Szekeres Tamás)‏ هو لاعب كرة قدم مجري في مركز الدفاع، ولد في 18 سبتمبر 1972 في بودابست في المجر. شارك مع منتخب المجر لكرة القدم. أما مع النوادي، فقد لعب مع إنيرجي كوتبوس وترومسو إيدريتسلاغ ونادي أويبست ونادي بودابست ونادي سترومسغودست ونادي غينت ونادي فريدريكستاد ونادي فيرينتسفاروشي.

## وصلات خارجية
- تاماس سيكيريس على موقع قاعدة بيانات كرة القدم.إي يو (الإنجليزية)
- تاماس سيكيريس على موقع ناشيونال فوتبول تيمز (الإنجليزية)
- تاماس سيكيريس على موقع عالم كرة القدم.نت (الإنجليزية)